# 犬のおさんぽ
『犬のおさんぽ』（いぬのおさんぽ）は、ワウ エンターテイメントが開発し、セガが2001年10月23日に発売したアーケードゲームである。制作にケイブも関わっている。

## 概要
ゲーム業界初の「犬のおさんぽ」をシミュレーションするゲーム。専用筐体にはルームランナーのようなウォーキングベルトと手すり、そして犬の模型の首にリード（手綱）が取り付けられている。プレイヤーは手すりにつかまり、リードを持って左右に動かし、ベルトの上を歩く（または走る）事でゲームを進める。
なお、2001年にセガが開催したイベント「コンシューマーカンファレンス2001」では家庭用ゲーム機への移植も検討中としていたが、実現しなかった。

## 操作方法
最初に、散歩に連れて行く6種類の犬と、3種類の散歩コースを選ぶ。画面上には犬の「ごきげんメーター」がある。犬の歩行スピードに合わせて歩いたり、電柱で用を足させるとメーターが上がる。逆に、歩行スピードを合わせなかったり、道に落ちているものを拾い食いしたり、散歩中の様々なハプニングを回避できなかったりするとメーターが下がる。
ごきげんメーターがなくなると途中でゲーム終了。最後に、おさんぽの満足度と、消費カロリーが（食べ物で）表示される。